# Studio Harcourt
Pour les articles homonymes, voir Harcourt (homonymie).
Studio Harcourt Paris (anciennement le studio Harcourt) est un studio photographique fondé en 1934 à Paris par la photographe Germaine Hirschfeld dite Cosette Harcourt, Robert Ricci et les frères Jacques et Jean Lacroix, particulièrement connu pour ses portraits en noir et blanc de vedettes de cinéma et de personnalités.

## Historique

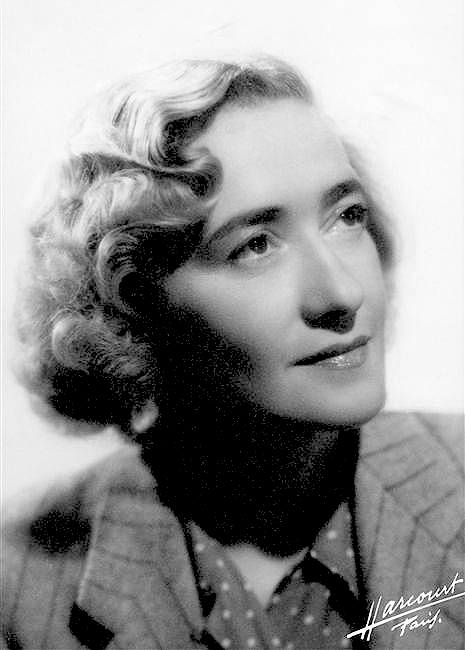
Cosette Harcourt principale fondatrice, en 1934.

L'histoire du studio est rythmée par une succession de déménagements dans la ville de Paris. Après avoir été rue Christophe-Colomb puis avenue d'Iéna, rue de la Paix, rue Royale, rue des Acacias, rue de Lisbonne et rue Jean-Goujon, il est installé depuis juin 2016 dans un hôtel particulier de 1 000 m2 au 6, rue de Lota dans le 16e arrondissement de la capitale.

### Création

Logo original du studio.

Le studio de photographie Harcourt est le résultat de l'association de Jacques et Jean Lacroix, hommes de presse, Robert Ricci (fils de la couturière Nina Ricci) et de Germaine Hirschfeld alias Cosette Harcourt (1900-1976), une photographe ayant travaillé dans le studio des frères Manuel et qui forge le style Harcourt en s'inspirant du cinéma expressionniste allemand et du travail du directeur de la photographie français Henri Alekan. Initialement installé au 11 bis, rue Christophe-Colomb dans le 8e arrondissement, cet « atelier de portraits d’art » réalise des images pour la presse d'où sont issus ses bailleurs de fonds, à une époque où de prestigieux studios de photographie comme celui de Reutlinger ferment, faute de clients. Pour prospérer, le studio se spécialise, grâce au carnet d'adresses de Cosette Harcourt, dans la photographie en noir et blanc des personnalités parisiennes et françaises du cinéma et du milieu de la culture, réalisant des tirages 24 × 30 cm reconnaissables par leur style et leur mise en lumière aux clair-obscurs prononcés. Le studio doit alors beaucoup au photographe de plateau Raymond Voinquel.
Avant la Seconde Guerre mondiale, Cosette Harcourt, qui est d'origine juive, épouse l'un des frères Lacroix. Ensemble, ils créent un magazine, intitulé Vedettes, pour servir de débouché aux photographies du studio. Sous l'Occupation, les officiers allemands et des personnalités du régime de Vichy fréquentent les studios, tout comme les Américains à la Libération. Le couple divorce en 1945.

### L'après-guerre

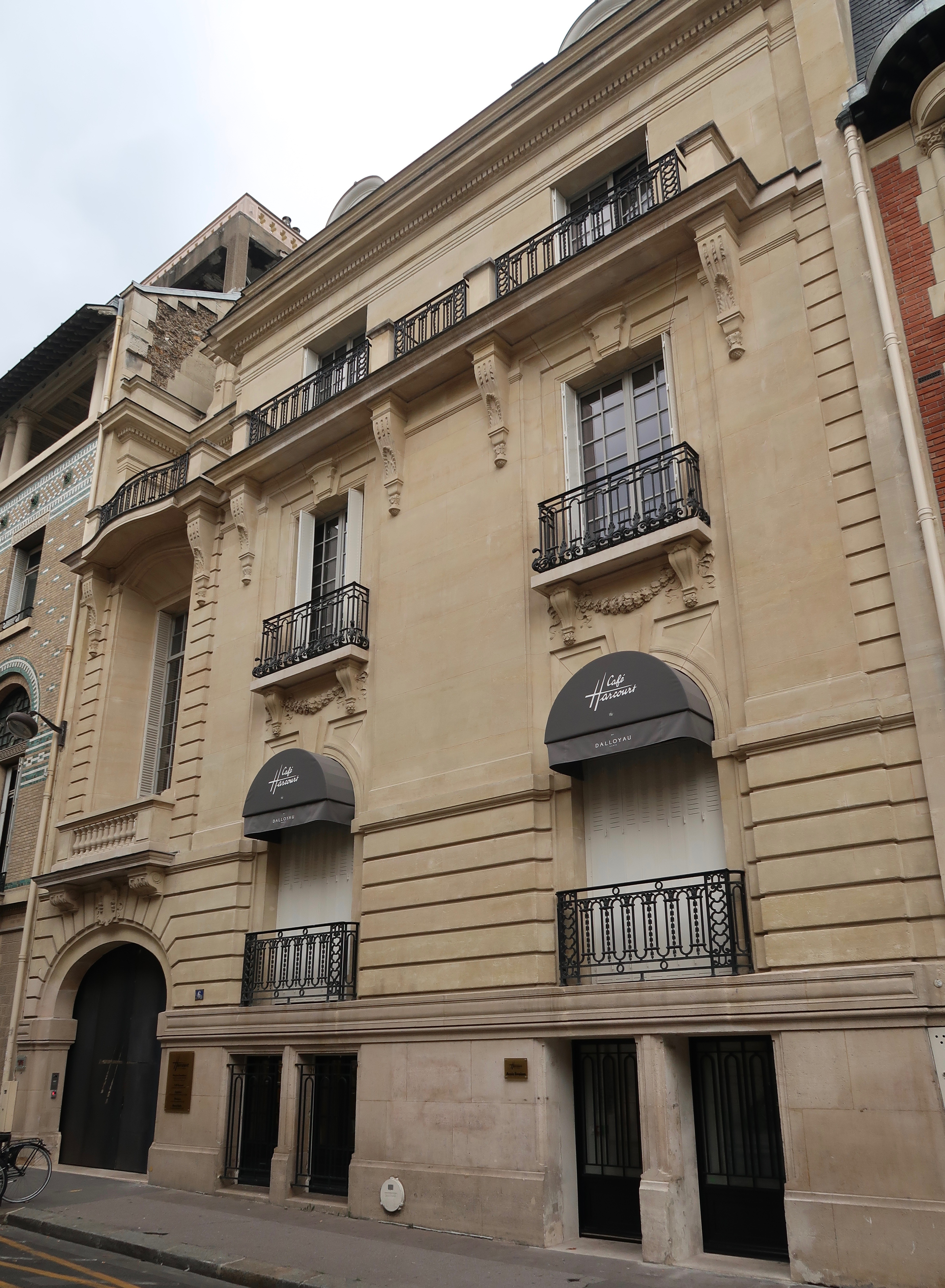
Bâtiment du studio Harcourt, 6 rue de Lota.

Dans les années 1950, le studio Harcourt retrouve son activité auprès des vedettes du cinéma et du théâtre. Le siège du 49, avenue d'Iéna, que le studio occupait depuis 1938, est vendu en 1968 pour de nouveaux locaux rue Jean-Goujon. Cosette Harcourt meurt en 1976. Le studio s'installe au 8, rue de la Paix en 1980, puis au 10, rue Royale en 1986. 
Mais son activité commerciale se dégrade et la même année, sous l'impulsion de Jack Lang, le Studio cède au ministère de la Culture le fonds de photographies du studio, composé de cinq millions de négatifs datant de 1934 à 1991, représentant plus de 500 000 individus dont 1 500 célébrités ; ce compte est archivé, traité et diffusé par la Réunion des musées nationaux. Il est administré par la Médiathèque de l'architecture et du patrimoine et conservé au fort de Saint-Cyr à Montigny-le-Bretonneux. 
Échappant une nouvelle fois à la liquidation, la société est reprise début 1993 par l'un de ses anciens photographes, Pierre-Anthony Allard, pour 421 000 francs. Le 11 avril 2002, il s'associe à Anne-Marie de Montcalm qui devient propriétaire de la marque, Allard en demeurant le directeur artistique.
Les difficultés financières s'accumulant, l'entreprise est mise en Redressement judiciaire en 2007. Son rachat suscite l'intérêt du groupe LVMH mais c'est Francis Dagnan, patron d'une PME de l'immobilier et passionné de photographie, qui en devient l'acquéreur et confie la direction générale à Catherine Renard,. Il relance la marque en s'adressant à un public plus jeune et multiplie par trois son chiffre d'affaires en quelques années.
En juin 2010, la direction du studio verse une partie de son fonds antérieur à 1992 sur Wikimedia Commons, sous licence libre,.
En 2015, le studio reçoit le label « Entreprise du patrimoine vivant » pour son savoir-faire artisanal et industriel d’excellence,.

## Photographie «Harcourt»

### Style Harcourt
Le style Harcourt se caractérise généralement par un plan rapproché du sujet — plan taille cadré sur le buste ou gros plan sur le visage, ce qui implique un travail de retouches assez élaboré, sur le négatif comme sur l'épreuve, pour gommer les imperfections du portraituré et affiner le grain de la peau — selon une esthétique extrêmement codée.
Le modèle est pris sous son meilleur angle, souvent de trois-quarts ou en contre-plongée (le plan frontal est rare), éclairé par une lumière de projecteurs de cinéma généralement latérale (éclairage au tungstène qui favorise les effets de luminescence sur le visage et de moire sur le fond) ou en halo créant un fort effet de clair-obscur, en profondeur de champ faible, sur un fond de dégradé du gris au noir, avec l'attention portée sur les yeux, détournés ou élevés. Cet effet de style se retrouve ainsi exploité par d'autres photographes dans des registres différents de celui du cinéma et du monde du spectacle.

### Photographes
Depuis sa création et d’après une estimation de Francis Dagnan, président du studio, près de 150 photographes ont réalisé les prises de vue du studio Harcourt.

## Les sociétés successives
Le suivi historique complet du studio Harcourt et de ses sociétés successives est détaillé dans l'ouvrage de Françoise Denoyelle, publié en avril 2012 aux éditions Nicolas Chaudun. Jusqu'à la mort de Cosette Harcourt, les déclinaisons administratives successives du Studio Harcourt sont constituées sous la forme d'une « entreprise familiale », comme l'autorise la règlementation datant d'avant 1975. Parfois en difficultés financières, la société n'est toutefois jamais liquidée mais fait successivement l'objet de reprises.
- 1934 : Société Harcourt pour la photographie artistique
- 1949 : Éditions Lacroix Frères Studio Harcourt
- 1980 : Les Studios photographiques Harcourt
- 1992 : Studio Harcourt
- 1995 : Studios photographiques de Paris
- 2002 : La Financière Harcourt
- 2007 : Studio Harcourt
- 2009 : Studio Harcourt Paris
- 2012 : Studio Harcourt (SA)

15 janvier 1934, en complément de l'agence Pro Photo destinée au secteur publicitaire, les frêres Lacroix fondent la « société Harcourt pour la photographie artistique », en s'associant à Robert Ricci; Cosette Harcourt détient 25% du captital de l'entreprise et appose sa célèbre signature manuscrite sur l'acte d'enregistrement de la société à responsabilité limitée, laquelle devient dès lors, l'emblème du studio.
En janvier 1946, les frères Lacroix déposent diverses marques Harcourt, notamment pour la cosmétique et les parfums, avant de fonder en août de la même année, une filiale, l'Agence photographique Harcourt Presse. En 1949, le studio Harcourt intègre la nouvelle société nommée désormais « Éditions Lacroix Frères Studio Harcourt » et l'entreprise se diversifie dans l'édition, la presse, le disque, la publicité et l'événementiel, tout en ouvrant une succursale à New York. En 1956, le studio est désormais la propriété de la société « Studio Harcourt Éditions Lacroix Frères et Immobilière ». En 1968, la société dépose la marque Harcourt mais cela ne concerne que la mode et les vêtements.  En 1971, Jean Lacroix gère seul l'entreprise après que son frère lui ait laissé l'adminstration de la société. En octobre 1972, la société dépose les marques semi-figuratives « Studio Harcourt » et « Harcourt ». Le studio reste directement piloté par Cosette Harcourt, jusqu'à son décès en 1976 puis en 1978, Bernard Lacroix poursuit les activités éditoriale de son père Jean, alors que Jacques Lacroix dépose les marques « Studio Harcourt » et « Harcourt ». 
En avril 1980, le studio est entièrement repris par « La Compagnie Financière du Scribe » créée par les frères André et Robert Harari sous la forme de la société à responsabilité limitée « Les Studios photographiques Harcourt », alors qu'une période d'instabilité s'engage. 
En 1986, André Harari cède les archives et équipements à Antoine Hours, conservateur en chef du musée du Louvre; une petite partie du capital social (3%) est également détenue par Pierre-Anthony Allard, photographe. En 1989, Jean-Louis Rousselin et Jacques Galy entrent au capital alors que curieusement la même année, la Compagnie financière du Scribe renouvelle les marques « Harcourt » et « Studio Harcourt ».
Dès lors, comme le confirme l'experte et historienne Françoise Denoyelle, les photographies Harcourt ne s'inscrivent plus dans une démarche patrimoniale. La société « Studios photographiques Harcourt » est  mise en redressement en décembre 1990 et gérée par un mandataire administrateur.
En 1992, Pierre-Anthony Allard rachète uniquement la marque « Studio Harcourt » et il est nommé directeur général de l'entreprise. Commercialement, les archives du Studio ne rapportent pratiquement plus rien et le conservateur du Louvre Antoine Hours, parvient à convaincre le ministre Jack Lang de récupérer les fonds photographiques du Studio Harcourt : en novembre 1989, la conservation, la diffusion, la gestion matérielle de la totalité des négatifs et archives est concédée à l'État français. 
En octobre 1992, l'entreprise est reprise sous la dénomination « Studio Harcourt », puis remplacée en 1995 par « Studios photographiques de Paris », dirigée par Daniel Bour, lequel dépose à nouveau la marque. En avril 2002, le groupe LVMH est approché pour une reprise mais l'entrepreneuse Anne-Marie de Montcalm rachète le studio et ses marques, à travers la société « Studios photographiques de Paris » et de la société anonyme « La Financière Harcourt » qui gère et contrôle l'entreprise. En février 2003, Rémi Cardoz prend la direction du studio et Harcourt inaugure sa vitrine numérique, son patrimoine et ses nouveautés, sur un tout premier site web. 
En 2007, le groupe LVMH déclare à nouveau son intérêt pour reprendre l'entreprise  mais l'entrepreneur Francis Dagnan le devance et rachète à son tour le studio, en épurant les comptes et en renouant enfin avec le succès commercial. 

## Stratégies de partenariat
Studio Harcourt Paris mène depuis longtemps une stratégie de partenariats diversifiée avec, par exemple :
- le développement en 2012 des cabines-studios de type photomaton avec RP Solutions, déployées souvent dans des cinémas (MK2 notamment) ou des lieux culturels, réalisant des portraits en lumière continue signés « H » dans un format carte postale au prix de 10 €[17] , alors qu'une photo réalisée au sein du studio Harcourt coûte en 2011 entre 900 € (portrait Instant[v]) et 1 900 € (portrait Prestige[w] qui a fait la renommée du studio)[18].

| Image externe |                                                                 |
|               | La cabine-studio de type photomaton (source : Studio Harcourt.) |

## Expositions
- Novembre 2009 : 75 ans de glamour, au Mercedes-Benz Center, Rueil-Malmaison.
- De Novembre 2009 au 30 juin 2010 : Hors Court, au Tenniseum, stade Roland-Garros, Paris 16e.
- 2015 : Le Studio Harcourt, musée des Beaux-Arts de Dalian (Chine).
- De septembre 2016 à janvier 2017 : Perspectives, Paris, studio Harcourt.
- De février à mars 2017 : Le Studio Harcourt et le Cinéma, hôtel de ville de Puteaux.
- Du 1er octobre au 31 décembre 2019 : Contes et Légendes (avec Normal Magazine), Paris, studio Harcourt.
- De février à mai 2022 : Studio Harcourt – L’Art de la Lumière, Musée de la photographie Charles Nègre.

## Galerie

Les anciens...
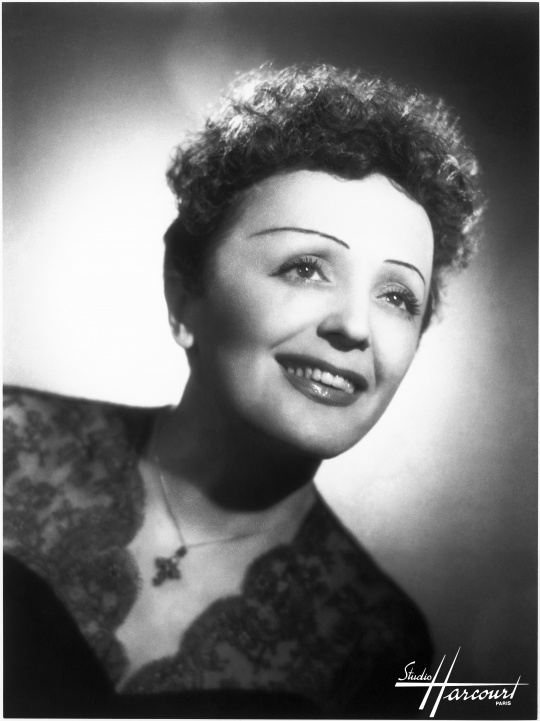
Édith Piaf (1950).
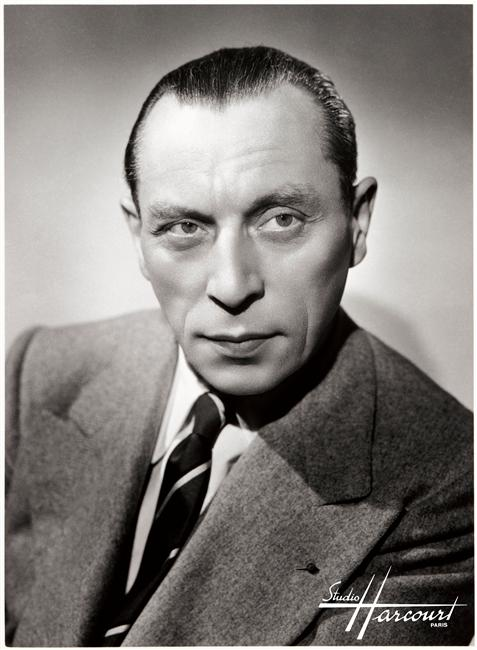
Louis Jouvet (1947).
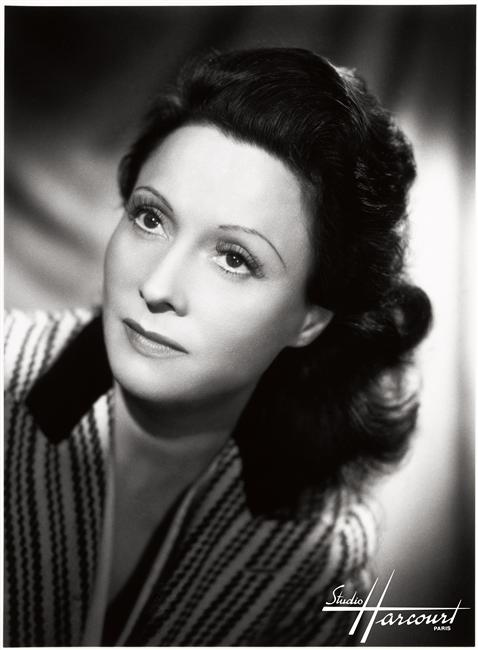
Arletty (1943).
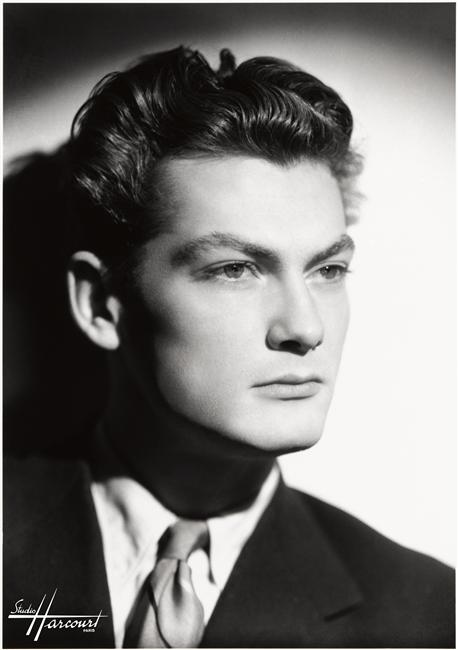
Jean Marais (1942).

...et les modernes
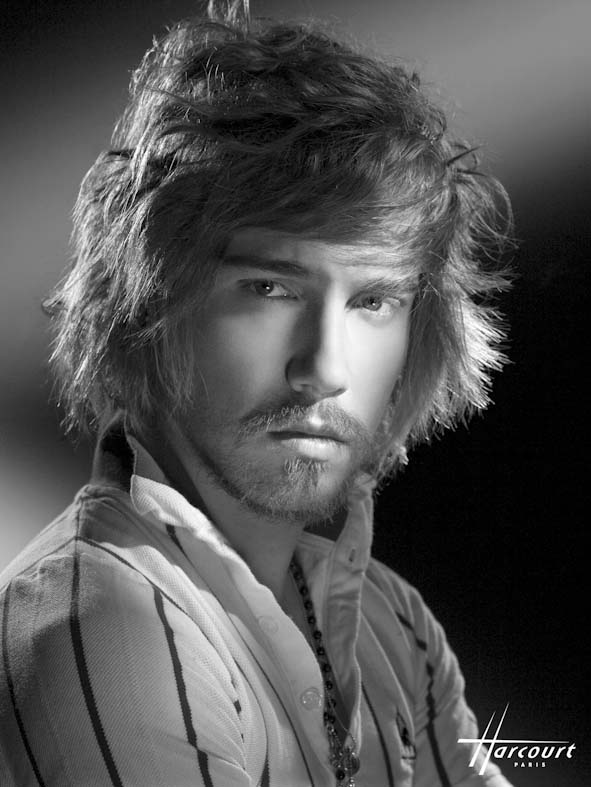
Julien Doré (2008).
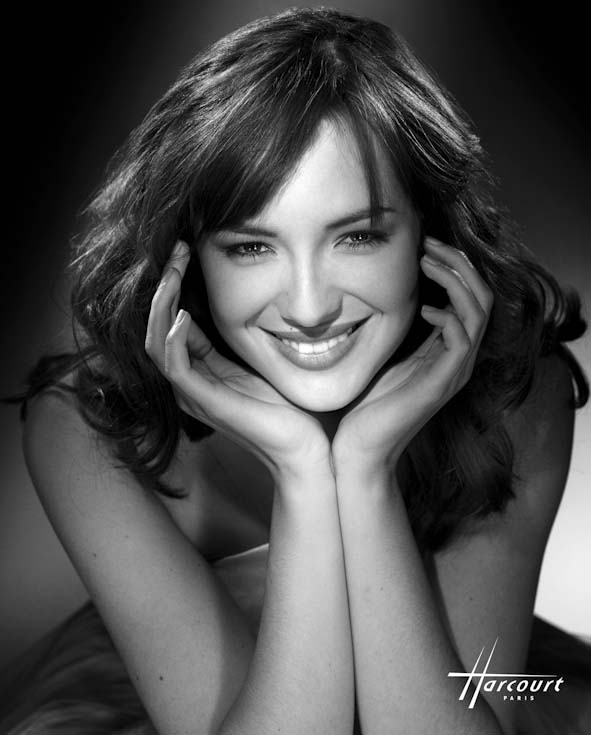
Louise Bourgoin (2009).
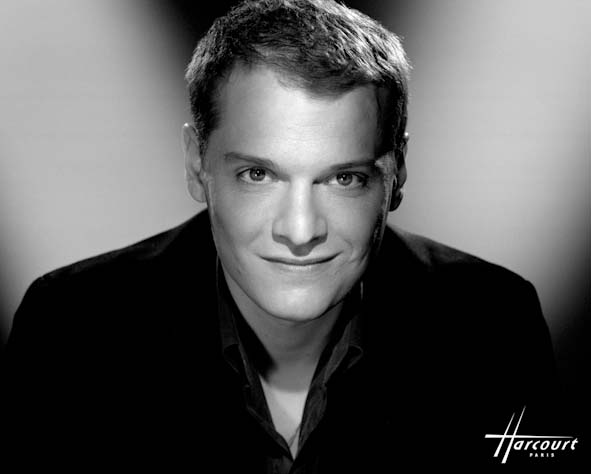
Bénabar (2006).
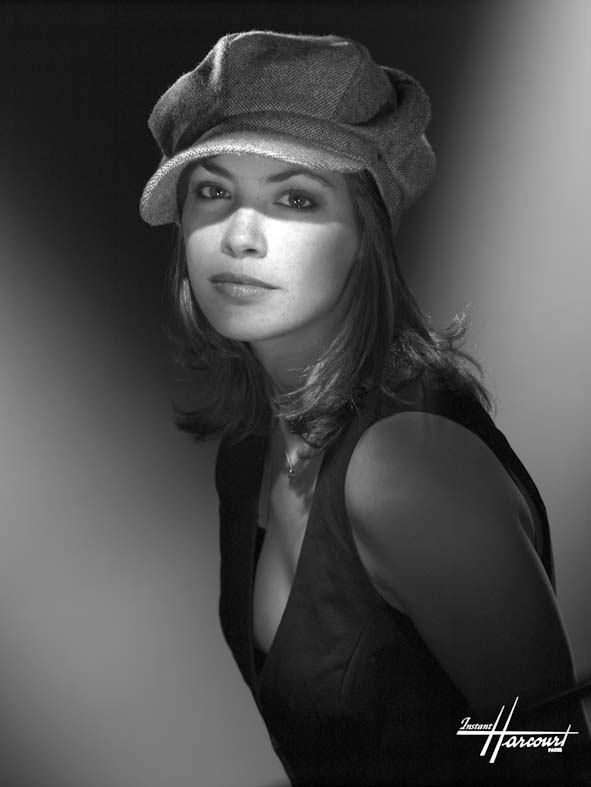
Bérénice Bejo (2007).